# 彼女の友達
『彼女の友達』（かのじょのともだち）は、じゅらによる日本の漫画作品。『ヤンマガWeb』（講談社）にて、2021年5月6日より連載中。同人で活動していたじゅらによる初の商業誌連載作品。高校生のタケルにはカオリという彼女がいるが、彼女の友人のトモコから誘惑される、という三角関係を描く。2024年11月時点で累計部数が80万部を突破している。

## あらすじ
医学部を目指している男子高生・日髙タケルは、同級生の古河カオリと交際している。傍から見れば仲睦まじいカップルだが、タケルには1つ秘密があった。それはカオリの親友である吉岡トモコと密かに浮気をしており、やがて2人は肉体関係を結んでしまう。

## 登場人物
日髙 タケル（ひだか たける）
本作の主人公。眼鏡を着用した男子高生。
古河 カオリ（こが かおり）
タケルの恋人。
吉岡 トモコ（よしおか ともこ）
カオリの親友。
非常にグラマーな美人女子高生。

## 作風
担当編集者によると、「ひと目で強烈に惹かれるエロスと、その奥にあるミステリアスなドラマ」が描かれている作品である。

## 反響
担当編集者によると、『ヤンマガWeb』で連載開始された時から読者から人気を得ていた作品であった。2022年1月20日に単行本第1巻を発売。SNS上にて第1巻を購入した読者から「背徳感とドキドキがやばい」、「この誘惑に耐えられる男いるの」などの反響を受けたことにより、翌日には即重版が決定した。

## 書誌情報
- じゅら 『彼女の友達』 講談社 〈ヤンマガKCスペシャル〉、既刊5巻（2024年11月20日現在）
  1. 2022年1月20日発行（同日発売[4][6]）、ISBN 978-4-06-520467-2
  2. 2022年9月20日発行（同日発売[7]）、ISBN 978-4-06-521342-1
  3. 2023年6月20日発行（同日発売[8]）、ISBN 978-4-06-522292-8
  4. 2024年2月20日発行（同日発売[9]）、ISBN 978-4-06-534680-8
  5. 2024年11月20日発行（同日発売[10]）、ISBN 978-4-06-537475-7
- じゅら 『彼女の友達 うわきセレクション フルカラー版』 講談社 〈プレミアムKCスペシャル〉、2024年11月20日発行（同日発売[11]）、ISBN 978-4-06-538167-0

## コラボレート
2022年1月17日発売の『週刊ヤングマガジン』にて、グラビアアイドルの瀬山しろとコラボレート。吉岡トモコの装いをしたコラボグラビアが掲載された。